# Дмитрашки-Райчі

Герб Дмитрашки-Райчі

Дмитрашки-Райчі — козацько-старшинський, згодом дворянський рід в Україні 2-ї половині 17–19 ст.

## Історія
Засновник роду — Родіон (Райча, Райче) Григорович Дмитрашко, виходець із придунайських князівств, 1665 прибув на Брацлавщину з п'ятисотенним «товариством хоругвей волоских». Від осені 1667 — переяславський полковник, визнавав гетьманство Петра Дорошенка. За наказом Дем'яна Многогрішного його арештували. Після арешту Многогрішного у березні 1672 року — він знову переяславський полковник. 1673 нобілітований польським сеймом і королем у шляхетство, зарахований до герба «Сас». Навесні 1674 — гетьман наказний над 20-тисячним козацьким корпусом. За участь у змовах проти Івана Самойловича (1676, 1682) був засуджений до страти (1683), яка не відбулася. Від 1687 брав участь у Кримських походах. Наприкінці 1680–90-х роках відбудував Красногорський Золотоніський монастир, заснував с. Бакумівка і збудував у ньому церкву.
Марко — племінник Родіона, прибув в Україну разом із дядьком.
Дмитро Маркович — його син, прибічник І. Мазепи, після Полтавської битви 1709 арештований і засланий до Сибіру, де й помер (між 1711–15).
Микола Миколайович — державний діяч, поміщик, предводитель дворянства Переяславському повіті Полтавської губернії (1892). Микола Дмитрашко-Райч збудував за власним проєктом Церкву Покрови Пресвятої Богородиці в с. Жуківка.
Чимало вихідців із роду Дмитрашки-Райчів перебували на військовій службі в російській армії, служили чиновниками в урядових і судових структурах. Рід Дмитрашки-Райчів перервався на поч. 20 ст.